# Coppa Italia de 2018–19
A Copa da Itália de 2018–19 (do original: Coppa Italia e oficialmente chamada de TIM Cup, por razões de patrocínio) é a 72ª edição da copa nacional de futebol da Itália.

## Participantes
| Serie A (20 equipes) - Atalanta - Bologna - Cagliari - Chievo - Empoli - Fiorentina - Frosinone - Genoa - Inter - Juventus - Lazio - Milan - Napoli - Parma - Roma - Sampdoria - Sassuolo - SPAL - Torino - Udinese |  | Serie B (19 equipes) - Ascoli - Benevento - Brescia - Carpi - Cittadella - Cosenza - Cremonese - Crotone - Foggia - Hellas Verona - Lecce - Livorno - Padova - Palermo - Perugia - Pescara - Salernitana - Spezia - Venezia |  | Serie C (30 equipes) - AlbinoLeffe - Alessandria - Carrarese - Casertana - Catania - FeralpiSalò - Giana Erminio - Juve Stabia - Monopoli - Monza - Novara - Piacenza - Pisa - Pistoiese - Pontedera - Pordenone - Pro Vercelli - Renate - Rende - Sambenedettese - Sicula Leonzio - Siena - Südtirol - Ternana - Trapani - Triestina - Vicenza Virtus - Virtus Entella - Virtus Francavilla - Viterbese |  | Serie D (9 equipes) - Albalonga - Campodarsego - Chieri - Como - Imolese - Matelica - Picerno - Rezzato - Unione Sanremo |

## Fórmula de disputa
Os times iniciam a competição a partir de diversas fases diferentes, conforme descrito abaixo:
- Fase eliminatória (jogo único)
  - Primeira rodada: 36 equipes da Serie C e Serie D iniciam a competição, distribuídos assim:
    - 27 clubes vindos da Serie C:
      - 4 clubes que foram rebaixados da Serie B de 2017–18
      - 9 clubes vindos do Grupo A da Serie C de 2017–18 (do 2º ao 10º colocado, incluindo os dois finalista da Coppa Italia Serie C de 2017–18)
      - 7 clubes vindos do Grupo B da Serie C de 2017–18 (do 2º ao 8º colocado)
      - 7 clubes vindos do Grupo C da Serie C de 2017–18 (do 2º ao 9º colocado)

    - 9 clubes vindos da Serie D (2º colocados nos nove grupos da Serie D de 2017–18),

  - Segunda rodada: os 18 vencedores da rodada anterior juntam-se à 22 equipes da Serie B:
    - 3 clubes que foram rebaixados da Serie A de 2017–18
    - 15 clubes vindos da Serie B de 2017–18 (do 5º ao 18º colocado + perdedor do play-off)
    - 4 clubes que foram promovidos da Serie C de 2017–18

  - Terceira rodada: os 20 vencedores da segunda rodada unem-se aos 12 clubes da Serie A:
    - 9 clubes vindos da Serie A de 2017–18 (do 9º ao 17º colocado)
    - 3 clubes que foram promovidos da Serie B de 2017–18

  - Quarta rodada: os 16 classificados da rodada anterior disputam esta rodada e, os vencedores, seguem para a segunda fase da competição.
- Fase final
  - Oitavas de final (jogo único): os 8 classificados da fase anterior unem aos 8 clubes mais bem colocados da Serie A de 2017–18;
  - Quartas de final (jogo único);
  - Semifinal (jogos de ida e volta);
  - Final (jogo único).

## Calendário
As datas das rodadas da Coppa Italia de 2018–19 foram anunciadas a 18 de junho de 2018. O sorteio que definiu a tabela foi realizado no dia 20 de julho de 2018, às 19 horas (CEST UTC+2), na sede da Lega Serie A em Milão.
| Fase               | Turno            | Sorteio da tabela                         | Sorteio da fase eliminatória                      | Jogo de ida                | Jogo de volta             |
| ------------------ | ---------------- | ----------------------------------------- | ------------------------------------------------- | -------------------------- | ------------------------- |
| Turno eliminatório | 1º turno         | 20 de julho de 2018 às 19:00 CEST (UTC+2) | sem sorteio                                       | 28–29 de julho de 2018     | 28–29 de julho de 2018    |
| Turno eliminatório | 2º turno         | 20 de julho de 2018 às 19:00 CEST (UTC+2) | sem sorteio                                       | 4–5 e 7 de agosto de 2018  | 4–5 e 7 de agosto de 2018 |
| Turno eliminatório | 3º turno         | 20 de julho de 2018 às 19:00 CEST (UTC+2) | sem sorteio                                       | 11–12 de agosto de 2018    | 11–12 de agosto de 2018   |
| Turno eliminatório | 4º turno         | 20 de julho de 2018 às 19:00 CEST (UTC+2) | sem sorteio                                       | 4–6 de dezembro de 2018    | 4–6 de dezembro de 2018   |
| Fase final         | Oitavas de final | 20 de julho de 2018 às 19:00 CEST (UTC+2) | 10 de dezembro de 2018 às 15:00 CET (UTC+1) Milão | 12–14 de janeiro de 2019   | 12–14 de janeiro de 2019  |
| Fase final         | Quartas de final | 20 de julho de 2018 às 19:00 CEST (UTC+2) | 15 de janeiro de 2019 às 15:00 CET (UTC+1) Milão  | 29–31 de janeiro de 2019   | 29–31 de janeiro de 2019  |
| Fase final         | Semifinal        | 20 de julho de 2018 às 19:00 CEST (UTC+2) | 15 de janeiro de 2019 às 15:00 CET (UTC+1) Milão  | 26–27 de fevereiro de 2019 | 24–25 de abril de 2019    |
| Fase final         | Final            | 20 de julho de 2018 às 19:00 CEST (UTC+2) | 15 de janeiro de 2019 às 15:00 CET (UTC+1) Milão  | 15 de maio de 2019         | 15 de maio de 2019        |

## Turno eliminatório

### Primeiro turno
Um total de 36 clubes da Serie C e Serie D competiram nesta rodada, os 18 vencedores avançaram para o segundo turno. Os jogos do primeiro turno foram disputados em 28 e 29 de julho de 2018.
| 28 de julho de 2018 | Casertana             | 2 – 0 | AZ Picerno | Caserta                |  |
| 20:30 CEST (UTC+2)  | - Alfageme 24', 90+1' |       |            | Estádio: Alberto Pinto |  |

| 29 de julho de 2018 | Alessandria | 0 – 1 | Giana Erminio   | Alessandria                  |  |
| 16:30 CEST (UTC+2)  |             |       | - 58' Marzeglia | Estádio: Giuseppe Moccagatta |  |

| 29 de julho de 2018 | Monza       | 1 – 0 | Matelica | Monza             |  |
| 17:00 CEST (UTC+2)  | - Barba 53' |       |          | Estádio: Brianteo |  |

| 29 de julho de 2018 | Südtirol                        | 2 – 1 | Albalonga      | Bolzano        |  |
| 17:30 CEST (UTC+2)  | - Constantino 53' - Vinetot 83' |       | - 55' Corsetti | Estádio: Druso |  |

| 29 de julho de 2018 | Renate | 0 – 2 | Rezzato                    | Meda                   |  |
| 18:00 CEST (UTC+2)  |        |       | - 45' Sodinha - 53' Geroni | Estádio: Città di Meda |  |

| 29 de julho de 2018 | Viterbese     | 1 – 0 | Rende | Viterbo                |  |
| 18:00 CEST (UTC+2)  | - Palermo 59' |       |       | Estádio: Enrico Rocchi |  |

| 29 de julho de 2018 | AlbinoLeffe | 0 – 1 | Pordenone       | Bergamo                                 |  |
| 18:30 CEST (UTC+2)  |             |       | - 90+1' Bombagi | Estádio: Stadio Atleti Azzurri d'Italia |  |

| 29 de julho de 2018 | Vicenza                       | 2 – 1 | Chieri         | Vicenza              |  |
| 18:30 CEST (UTC+2)  | - Maistrello 14' - Curcio 35' |       | - 30' Pautassi | Estádio: Romeo Menti |  |

| 29 de julho de 2018 | Sambenedettese | 1 – 0 | Unione Sanremo | San Benedetto del Tronto     |  |
| 18:30 CEST (UTC+2)  | - Gelonese 48' |       |                | Estádio: Riviera delle Palme |  |

| 29 de julho de 2018 | Carrarese | 0 – 1 | Imolese       | Carrara            |  |
| 20:30 CEST (UTC+2)  |           |       | 69' De Marchi | Estádio: dei Marmi |  |

| 29 de julho de 2018 | Catania                               | 3 – 0 | Como | Catania                   |  |
| 20:30 CEST (UTC+2)  | Lodi 29' · Rossetti 45' · Curiale 75' |       |      | Estádio: Angelo Massimino |  |

| 29 de julho de 2018 | FeralpiSalò            | 2 – 0 | Virtus Francavilla | Salò                 |  |
| 20:30 CEST (UTC+2)  | Marchi 53', 64' (pen.) |       |                    | Estádio: Lino Turina |  |

| 29 de julho de 2018 | Juve Stabia | 1 – 0 | Pistoiese | Castellammare di Stabia |  |
| 20:30 CEST (UTC+2)  | Paponi 80'  |       |           | Estádio: Romeo Menti    |  |

| 29 de julho de 2018                      | Monopoli             | 1 – 1 (pro.) (5 – 3 pen.)   | Piacenza  | Monopoli                       |  |
| 20:30                                    | Scoppa 105+2' (pen.) |                             | 97' Sylla | Estádio: Vito Simone Veneziani |  |
|                                          |                      | Penalidades                 |           |                                |  |
| Scoppa Donnarumma De Franco Sounas Zampa |                      | Porcari Marotta Sylla Silva |           |                                |  |

| 29 de julho de 2018 | Siena                             | 2 – 0 | Sicula Leonzio | Siena                    |  |
| 20:30 CEST (UTC+2)  | Bulevardi 48' · Neglia 62' (pen.) |       |                | Estádio: Artemio Franchi |  |

| 29 de julho de 2018                 | Ternana                | 1 – 1 (pro.) (4 – 2 pen.)        | Pontedera | Terni                    |  |
| 20:30 CEST (UTC+2)                  | Vantaggiato 27' (pen.) |                                  | Vigna 13' | Estádio: Libero Liberati |  |
|                                     |                        | Penalidades                      |           |                          |  |
| López Vantaggiato Defendi Altobelli |                        | Mannini Gargiulo Borri Tommasini |           |                          |  |

| 29 de julho de 2018 | Trapani    | 1 – 0 | Campodarsego | Erice                             |  |
| 20:30 CEST (UTC+2)  | Evacuo 11' |       |              | Estádio: Polisportivo Provinciale |  |

| 29 de julho de 2018                          | Pisa                 | 2 – 2 (pro.) (5 – 3 pen.)           | Triestina                     | Pisa                     |  |
| 20:45 CEST (UTC+2)                           | Moscardelli 60', 96' |                                     | 11', 105+3' (pen.) Bracaletti | Estádio: Arena Garibaldi |  |
|                                              |                      | Penalidades                         |                               |                          |  |
| Moscardelli Birindelli Gucher De Vitis Negro |                      | Coletti Procaccio Bracaletti Mensah |                               |                          |  |

### Segundo turno
Um total de 40 equipes da Serie B, Serie C e Serie D competiram no segundo turno, 20 dos quais avançaram para unir-se aos 12 clubes vindos da Serie A no terceiro turno. Os jogos desse turno foram disputados em 4, 5 e 7 de agosto de 2018.
| 4 de agosto de 2018 | Ascoli | 0 – 4 | Viterbese                                      | Ascoli Piceno                  |  |
| 18:00 CEST (UTC+2)  |        |       | 34' Ngissah · 39' Zerbin · 71', 84' Vandeputte | Estádio: Cino e Lillo Del Duca |  |

| 4 de agosto de 2018 | Carpi | 0 – 2 | Ternana                                 | Carpi                    |  |
| 20:30 CEST (UTC+2)  |       |       | 12' Vantaggiato · Predefinição:Go Rivas | Estádio: Ettore Mannucci |  |

| 4 de agosto de 2018 | Spezia                       | 2 – 1 | Sambenedettese | La Spezia              |  |
| 20:30 CEST (UTC+2)  | Pierini 66' · Bartolomei 82' |       | 77' Gelonese   | Estádio: Alberto Picco |  |

| 4 de agosto de 2018 | Trapani    | 1 – 2 (pro.) | Cosenza                       | Erice                             |  |
| 20:30 CEST (UTC+2)  | Evacuo 63' |              | 58' Di Piazza · 93' Azzinnari | Estádio: Polisportivo Provinciale |  |

| 5 de agosto de 2018 | Benevento                          | 3 – 1 | Imolese           | Benevento              |  |
| 20:00 CEST (UTC+2)  | Insigne 1' · Coda 9' · Improta 28' |       | 53' (g.c.) Maggio | Estádio: Ciro Vigorito |  |

| 5 de agosto de 2018 | Cittadella    | 1 – 0 | Monopoli | Cittadella                    |  |
| 20:00 CEST (UTC+2)  | Benedetti 57' |       |          | Estádio: Piercesare Tombolato |  |

| 5 de agosto de 2018 | Venezia | 0 – 1 | Südtirol   | Venice                   |  |
| 20:00 CEST (UTC+2)  |         |       | 89' Fabbri | Estádio: Pierluigi Penzo |  |

| 5 de agosto de 2018             | Brescia        | 1 – 1 (pro.) (4 – 1 pen.) | Pro Vercelli | Brescia                  |  |
| 20:30 CEST (UTC+2)              | Donnarumma 47' |                           | 90+3' Berra  | Estádio: Mario Rigamonti |  |
|                                 |                | Penalidades               |              |                          |  |
| Torregrossa Sabelli Curcio Ndoj |                | Mammarella Polidori Mal   |              |                          |  |

| 5 de agosto de 2018               | Cremonese                                                 | 3 – 3 (pro.) (2 – 4 pen.)            | Pisa                                      | Cremona                |  |
| 20:30 CEST (UTC+2)                | Montalto 16' (pena.) · Castrovilli 23' · Castagnetti 119' |                                      | 3' Zammarini · 67' Masucci · 105' Cuppone | Estádio: Giovanni Zini |  |
|                                   |                                                           | Penalidades                          |                                           |                        |  |
| Brighenti Mogoș Strefezza Boultam |                                                           | Moscardelli Cuppone Masucci De Vitis |                                           |                        |  |

| 5 de agosto de 2018                                                     | Livorno       | 1 – 1 (pro.) (7 – 6 pen.)                                       | Casertana          | Livorno                 |  |
| 20:30 CEST (UTC+2)                                                      | Giannetti 86' |                                                                 | 88' (pen.) De Vena | Estádio: Armando Picchi |  |
|                                                                         |               | Penalidades                                                     |                    |                         |  |
| Maiorino Giannetti Valiani Kozák Michele Rocca Albertazzi Parisi Murilo |               | De Marco De Vena Romano Santoro Pinna Rainone Lorenzini Ferrara |                    |                         |  |

| 5 de agosto de 2018 | Padova      | 1 – 0 | Monza | Padua            |  |
| 20:30 CEST (UTC+2)  | Capelli 50' |       |       | Estádio: Euganeo |  |

| 5 de agosto de 2018                                         | Palermo              | 2 – 2 (pro.) (6 – 5 pen.)                             | Vicenza                               | Palermo                |  |
| 20:30 CEST (UTC+2)                                          | Rajković 90+4', 117' |                                                       | 90+2' (pen.) Giacomelli · 101' Tronco | Estádio: Renzo Barbera |  |
|                                                             |                      | Penalidades                                           |                                       |                        |  |
| Nestorovski Trajkovski Embalo Rajković Salvi Fiore Bellusci |                      | Giacomelli Tronco Gashi Bonetto Zonta Grandi Stevanin |                                       |                        |  |

| 5 de agosto de 2018 | Perugia  | 1 – 3 | Novara                               | Perugia              |  |
| 20:30 CEST (UTC+2)  | Vido 72' |       | 4' Stoppa · 34' Schiavi · 86' Simeri | Estádio: Renato Curi |  |

| 5 de agosto de 2018                                 | Pescara                 | 2 – 2 (pro.) (4 – 3 pen.)                          | Pordenone                        | Pescara                                |  |
| 20:30 CEST (UTC+2)                                  | Brugman 45' · Cocco 69' |                                                    | 68' (pen.) Burrai · 79' Magnaghi | Estádio: Adriatico-Giovanni Cornacchia |  |
|                                                     |                         | Penalidades                                        |                                  |                                        |  |
| Brugman Monachello Machin Gravillon Bunino Proietti |                         | De Agostini Burrai Bombagi Ciurria Stefani Bertoli |                                  |                                        |  |

| 5 de agosto de 2018 | Hellas Verona                                            | 4 – 1 | Juve Stabia | Verona                         |  |
| 20:30 CEST (UTC+2)  | Matos 8' · Caracciolo 33' · Pazzini 59' · Di Carmine 73' |       | 48' Canotto | Estádio: Marcantonio Bentegodi |  |

| 5 de agosto de 2018 | Virtus Entella                          | 3 – 0 | Siena | Chiavari          |  |
| 20:30 CEST (UTC+2)  | Belli 20' · Petrović 32' · Di Paola 60' |       |       | Estádio: Comunale |  |

| 5 de agosto de 2018 | Crotone                                   | 4 – 0 | Giana Erminio | Crotone             |  |
| 20:45 CEST (UTC+2)  | Stoian 4', 54' · Nalini 39' · Firenze 87' |       |               | Estádio: Ezio Scida |  |

| 5 de agosto de 2018 | Foggia   | 1 – 3 | Catania                      | Foggia                  |  |
| 20:45 CEST (UTC+2)  | Gori 73' |       | 13', 80' Rossetti · 70' Lodi | Estádio: Pino Zaccheria |  |

| 7 de agosto de 2018 | Lecce       | 1 – 0 (pro.) | FeralpiSalò | Lecce                |  |
| 20:30 CEST (UTC+2)  | Palombi 94' |              |             | Estádio: Via del Mar |  |

| 5 de agosto de 2018 | Salernitana                                                                    | 6 – 1 | Rezzato   | Salerno         |  |
| 20:45 CEST (UTC+2)  | Bocalon 33', 68' · Vuletich 62' · Volpicelli 81' · Odjer 84' · Castiglia 90+1' |       | 60' Bruno | Estádio: Arechi |  |

### Terceiro turno
Um total de 32 times da Serie A, Serie B e Serie C competiram no terceiro turno, 16 dos quias avançaram para o quarto turno. Os jogos da terceiro turno foram disputados nos dias 11 e 12 de agosto de 2018.
| 11 de agosto de 2018 | Udinese   | 1 – 2 (pro.) | Benevento              | Udine                |  |
| 20:00 CEST (UTC+2)   | Machís 7' |              | 70' Viola · 104' Tello | Estádio: Dacia Arena |  |

| 11 de agosto de 2018 | Genoa                   | 4 – 0 | Lecce | Genoa                   |  |
| 21:15 CEST (UTC+2)   | Piątek 2', 9', 18', 38' |       |       | Estádio: Luigi Ferraris |  |

| 12 de agosto de 2018 | Chievo     | 1 – 0 | Pescara | Verona                         |  |
| 18:00 CEST (UTC+2)   | Rigoni 55' |       |         | Estádio: Marcantonio Bentegodi |  |

| 12 de agosto de 2018 | Spezia | 0 – 1 | SPAL        | La Spezia              |  |
| 18:30 CEST (UTC+2)   |        |       | 47' Petagna | Estádio: Alberto Picco |  |

| 12 de agosto de 2018 | Catania                     | 2 – 0 | Hellas Verona | Catania                   |  |
| 20:00 CEST (UTC+2)   | Silvestri 33' · Marotta 41' |       |               | Estádio: Angelo Massimino |  |

| 12 de agosto de 2018                        | Brescia             | 2 – 2 (pro.) (4 – 5 pen.)                 | Novara                             | Brescia                  |  |
| 20:30 CEST (UTC+2)                          | [Alfredo Donnarumma |                                           | 70' (pen.) Schiavi · 80' Sciaudone | Estádio: Mario Rigamonti |  |
|                                             |                     | Penalidades                               |                                    |                          |  |
| Morosini Gastaldello Donnarumma Curcio Ndoj |                     | Visconti Sciaudone Maniero Ronaldo Simeri |                                    |                          |  |

| 12 de agosto de 2018 | Cagliari           | 2 – 1 | Palermo                | Cagliari          |  |
| 20:30 CEST (UTC+2)   | Pavoletti 31', 73' |       | 52' (pen.) Nestorovski | Estádio: Sardegna |  |

| 12 de agosto de 2018 | Empoli | 0 – 3 | Cittadella                      | Empoli                    |  |
| 20:30 CEST (UTC+2)   |        |       | 17', 55' Scappini · 65' Finotto | Estádio: Carlo Castellani |  |

| 12 de agosto de 2018 | Frosinone | 0 – 2 | Südtirol                       | Benevento              |  |
| 20:30 CEST (UTC+2)   |           |       | 40' Costantino · 88' Turchetta | Estádio: Ciro Vigorito |  |

| 12 de agosto de 2018 | Livorno | 0 – 1 | Crotone    | Livorno                 |  |
| 20:30 CEST (UTC+2)   |         |       | 61' Rohdén | Estádio: Armando Picchi |  |

| 12 de agosto de 2018 | Parma | 0 – 1 | Pisa          | Parma                  |  |
| 20:30 CEST (UTC+2)   |       |       | 28' Zammarini | Estádio: Ennio Tardini |  |

| 12 de agosto de 2018 | Sampdoria  | 1 – 0 | Viterbese | Genoa                   |  |
| 20:30 CEST (UTC+2)   | Jankto 75' |       |           | Estádio: Luigi Ferraris |  |

| 12 de agosto de 2018 | Sassuolo                                                           | 5 – 1 | Ternana     | Reggio Emilia                                |  |
| 20:30 CEST (UTC+2)   | Boateng 9' · Berardi 21' (pen.), 41' · Duncan 27' · Magnanelli 80' |       | 72' Defendi | Estádio: Mapei Stadium – Città del Tricolore |  |

| 12 de agosto de 2018 | Virtus Entella                  | 2 – 0 | Salernitana | Chiavari          |  |
| 20:30 CEST (UTC+2)   | Currarino 2' · Mota Carvalho 6' |       |             | Estádio: Comunale |  |

| 12 de agosto de 2018 | Torino                                     | 4 – 0 | Cosenza | Torino                          |  |
| 20:45 CEST (UTC+2)   | Baselli 9' · Belotti 28', 65' · Rincón 67' |       |         | Estádio: Olímpico Grande Torino |  |

| 12 de agosto de 2018 | Bologna                         | 2 – 0 | Padova | Bologna                  |  |
| 21:00 CEST (UTC+2)   | Džemaili 71' (pen.) · Dijks 78' |       |        | Estádio: Renato Dall'Ara |  |

### Quarto turno
16 equipes da Serie A, Serie B e Serie C competiram neste turno, 8 deles avançaram para as oitavas de final. Os jogos deste turno foram disputados em 4, 5 e 6 de dezembro de 2018.
| 4 de dezembro de 2018 | Benevento      | 1 – 0     | Cittadella | Benevento                                        |  |
| 15:00 CET (UTC+1)     | Bandinelli 77' | Relatório |            | Estádio: Ciro Vigorito Árbitro: Federico Dionisi |  |

| 4 de dezembro de 2018 | Bologna                            | 3 – 0     | Crotone | Bologna                                            |  |
| 18:00 CET (UTC+1)     | Orsolini 40', 67' · Falcinelli 56' | Relatório |         | Estádio: Renato Dall'Ara Árbitro: Juan Luca Sacchi |  |

| 4 de dezembro de 2018 | Sampdoria                   | 2 – 1     | SPAL         | Genoa                                              |  |
| 20:45 CET (UTC+1)     | Defrel 45+1' · Kownacki 82' | Relatório | Floccari 34' | Estádio: Luigi Ferraris Árbitro: Aleandro Di Paolo |  |

| 5 de dezembro de 2018 | Novara                                 | 3 – 2     | Pisa                   | Novara                                         |  |
| 15:00 CET (UTC+1)     | Peralta 22' · Bove 53' · Manconi 90+1' | Relatório | Marconi 16' · Lisi 72' | Estádio: Silvio Piola Árbitro: Lorenzo Illuzzi |  |

| 5 de dezembro de 2018 | Sassuolo                  | 2 – 1     | Catania    | Sassuolo                                                              |  |
| 18:00 CET (UTC+1)     | Matri 14' · Locatelli 80' | Relatório | Brodić 41' | Estádio: Mapei Stadium – Città del Tricolore Árbitro: Antonio Rapuano |  |

| 5 de dezembro de 2018 | Chievo    | 1 – 2     | Cagliari                | Verona                                              |  |
| 20:45 CET (UTC+1)     | Léris 18' | Relatório | Cerri 8' · Pisacane 68' | Estádio: Marcantonio Bentegodi Árbitro: Luigi Nasca |  |

| 6 de dezembro de 2018                                         | Genoa                                                | 3 – 3 (pro.) (6 – 7 pen.)                                   | Virtus Entella                   | Genoa                                           |  |
| 18:00 CET (UTC+1)                                             | Piątek 27' (pen.), 86' (pen.) · Lapadula 110' (pen.) | Relatório                                                   | Icardi 20', 83' · Adorján 120+2' | Estádio: Luigi Ferraris Árbitro: Valerio Marini |  |
|                                                               |                                                      | Penalidades                                                 |                                  |                                                 |  |
| Bessa Veloso Sandro Biraschi Piątek Zukanović Rômulo Lapadula |                                                      | Mota Nizzetto Baroni Belli Paolucci Di Paola Icardi Adorján |                                  |                                                 |  |

| 6 de dezembro de 2018 | Torino                  | 2 – 0     | Südtirol | Turim                                                    |  |
| 20:45 CET (UTC+1)     | Soriano 24' · Edera 81' | Relatório |          | Estádio: Olímpico Grande Torino Árbitro: Daniele Minelli |  |

## Fase final

### Tabela
|  | Oitavas de final | Oitavas de final    |      |                | Quartas de final | Quartas de final |  |            | Semifinal | Semifinal | Semifinal | Semifinal |  |       | Final | Final |
|  |                  |                     |      |                |                  |                  |  |            |           |           |           |           |  |       |       |       |
|  | Internazionale   | 6                   |      |                |                  |                  |  |            |           |           |           |           |  |       |       |       |
|  | Benevento        | 2                   |      |                |                  |                  |  |            |           |           |           |           |  |       |       |       |
|  | Benevento        | 2                   |      | Internazionale | 1(3)             |                  |  |            |           |           |           |           |  |       |       |       |
|  |                  |                     |      | Internazionale | 1(3)             |                  |  |            |           |           |           |           |  |       |       |       |
|  |                  | Lazio (pro.) (pen.) | 1(4) |                |                  |                  |  |            |           |           |           |           |  |       |       |       |
|  | Lazio            | Lazio (pro.) (pen.) | 1(4) | 4              |                  |                  |  |            |           |           |           |           |  |       |       |       |
|  | Lazio            |                     |      | 4              |                  |                  |  |            |           |           |           |           |  |       |       |       |
|  | Novara           | 1                   |      |                |                  |                  |  |            |           |           |           |           |  |       |       |       |
|  | Novara           | 1                   |      |                |                  |                  |  | Lazio      | 0         | 1         |           |           |  |       |       |       |
|  |                  |                     |      |                |                  |                  |  | Lazio      | 0         | 1         |           |           |  |       |       |       |
|  |                  | Milan               | 0    |                |                  |                  |  |            |           |           |           |           |  |       |       |       |
|  | Sampdoria        | Milan               | 0    | 0              |                  |                  |  |            |           |           |           |           |  |       |       |       |
|  | Sampdoria        |                     |      | 0              |                  |                  |  |            |           |           |           |           |  |       |       |       |
|  | Milan (pro.)     | 2                   |      |                |                  |                  |  |            |           |           |           |           |  |       |       |       |
|  | Milan (pro.)     | 2                   |      | Milan          | 2                |                  |  |            |           |           |           |           |  |       |       |       |
|  |                  |                     |      | Milan          | 2                |                  |  |            |           |           |           |           |  |       |       |       |
|  |                  | Napoli              | 0    |                |                  |                  |  |            |           |           |           |           |  |       |       |       |
|  | Napoli           | Napoli              | 0    | 2              |                  |                  |  |            |           |           |           |           |  |       |       |       |
|  | Napoli           |                     |      | 2              |                  |                  |  |            |           |           |           |           |  |       |       |       |
|  | Sassuolo         | 0                   |      |                |                  |                  |  |            |           |           |           |           |  |       |       |       |
|  | Sassuolo         | 0                   |      |                |                  |                  |  |            |           |           |           |           |  | Lazio | 2     |       |
|  |                  |                     |      |                |                  |                  |  |            |           |           |           |           |  | Lazio | 2     |       |
|  |                  | Atalanta            | 0    |                |                  |                  |  |            |           |           |           |           |  |       |       |       |
|  | Torino           | Atalanta            | 0    | 0              |                  |                  |  |            |           |           |           |           |  |       |       |       |
|  | Torino           |                     |      | 0              |                  |                  |  |            |           |           |           |           |  |       |       |       |
|  | Fiorentina       | 2                   |      |                |                  |                  |  |            |           |           |           |           |  |       |       |       |
|  | Fiorentina       | 2                   |      | Fiorentina     | 7                |                  |  |            |           |           |           |           |  |       |       |       |
|  |                  |                     |      | Fiorentina     | 7                |                  |  |            |           |           |           |           |  |       |       |       |
|  |                  | Roma                | 1    |                |                  |                  |  |            |           |           |           |           |  |       |       |       |
|  | Roma             | Roma                | 1    | 4              |                  |                  |  |            |           |           |           |           |  |       |       |       |
|  | Roma             |                     |      | 4              |                  |                  |  |            |           |           |           |           |  |       |       |       |
|  | Virtus Entella   | 0                   |      |                |                  |                  |  |            |           |           |           |           |  |       |       |       |
|  | Virtus Entella   | 0                   |      |                |                  |                  |  | Fiorentina | 3         | 1         |           |           |  |       |       |       |
|  |                  |                     |      |                |                  |                  |  | Fiorentina | 3         | 1         |           |           |  |       |       |       |
|  |                  | Atalanta            | 3    | 2              |                  |                  |  |            |           |           |           |           |  |       |       |       |
|  | Cagliari         | Atalanta            | 3    | 2              | 0                |                  |  |            |           |           |           |           |  |       |       |       |
|  | Cagliari         |                     |      |                | 0                |                  |  |            |           |           |           |           |  |       |       |       |
|  | Atalanta         | 2                   |      |                |                  |                  |  |            |           |           |           |           |  |       |       |       |
|  | Atalanta         | 2                   |      | Atalanta       | 3                |                  |  |            |           |           |           |           |  |       |       |       |
|  |                  |                     |      | Atalanta       | 3                |                  |  |            |           |           |           |           |  |       |       |       |
|  |                  | Juventus            | 0    |                |                  |                  |  |            |           |           |           |           |  |       |       |       |
|  | Bologna          | Juventus            | 0    | 0              |                  |                  |  |            |           |           |           |           |  |       |       |       |
|  | Bologna          |                     |      | 0              |                  |                  |  |            |           |           |           |           |  |       |       |       |
|  | Juventus         | 2                   |      |                |                  |                  |  |            |           |           |           |           |  |       |       |       |

### Oitavas de final
As oitavas de final foram disputadas entre 12 e 14 de janeiro de 2019.
| 12 de janeiro de 2019 | Lazio                                                         | 4 – 1     | Novara                    | Roma                                                  |  |
| 15:00 CET (UTC+1)     | Luis Alberto 12' · Immobile 20', 35' · Milinković-Savić 45+3' | Relatório | 49' (pen.) Umberto Eusepi | Estádio: Olímpico de Roma Árbitro: Eugenio Abbattista |  |

| 12 de janeiro de 2019 | Sampdoria | 0 – 2 (pro.) | Milan              | Genoa                   |  |
| 18:00 CET (UTC+1)     |           | Relatório    | 102', 108' Cutrone | Estádio: Luigi Ferraris |  |

| 12 de janeiro de 2019 | Bologna | 0 – 2     | Juventus                   | Bologna                                             |  |
| 20:45 CET (UTC+1)     |         | Relatório | 9' Bernardeschi · 49' Kean | Estádio: Renato Dall'Ara Árbitro: Federico La Penna |  |

| 13 de janeiro de 2019 | Torino | 0 – 2     | Fiorentina        | Turim                                                   |  |
| 15:00 CET (UTC+1)     |        | Relatório | 87', 90+2' Chiesa | Estádio: Olímpico Grande Torino Árbitro: Rosario Abisso |  |

| 13 de janeiro de 2019 | Inter                                                                     | 6 – 2     | Benevento                       | Milão                                          |  |
| 18:00 CET (UTC+1)     | Icardi 3' (pen.) · Candreva 7', 90+5' · Dalbert 45+1' · Martínez 48', 66' | Relatório | 58' R. Insigne · 74' Bandinelli | Estádio: Giuseppe Meazza Árbitro: Antonio Giua |  |

| 13 de janeiro de 2019 | Napoli                      | 2 – 0     | Sassuolo | Nápoles                                    |  |
| 20:45 CET (UTC+1)     | Milik 15' · Fabián Ruiz 74' | Relatório |          | Estádio: San Paolo Árbitro: Daniele Chiffi |  |

| 14 de janeiro de 2019 | Cagliari | 0 – 2     | Atalanta                   | Cagliari                                         |  |
| 17:30 CET (UTC+1)     |          | Relatório | 88' Zapata · 90+3' Pašalić | Estádio: Sardegna Arena Árbitro: Marco Piccinini |  |

| 14 de janeiro de 2019 | Roma                                         | 4 – 0     | Virtus Entella | Roma                                                 |  |
| 21:00 CET (UTC+1)     | Schick 1', 47' · Marcano 45+2' · Pastore 75' | Relatório |                | Estádio: Olímpico de Roma Árbitro: Aleandro Di Paolo |  |

### Quartas de final
Obedecendo aos termos do art. 3.1 do Regulamento da Copa da Itália de 2018–19, o sorteio final para estabelecer a ordem dos jogos das Quartas de final, aconteceu na terça-feira, 15 de janeiro de 2019, às 15:00 (hora da Itália), na sede da Lega Serie A na Via Ippolito Rosellini, 4 em Milão. Os jogos dessa fase foram disputados em 29, 30 e 31 de janeiro de 2019.
| 29 de janeiro de 2019 | Milan           | 2 – 0     | Napoli | Milão                                              |  |
| 20:45 CET             | Piątek 11', 27' | Relatório |        | Estádio: Giuseppe Meazza Árbitro: Piero Giacomelli |  |

| 30 de janeiro de 2019 | Fiorentina                                                        | 7 – 1     | Roma        | Florença                                               |  |
| 18:15 CET             | Chiesa 7', 18', 74' · Muriel 33' · Benassi 66' · Simeone 79', 89' | Relatório | 28' Kolarov | Estádio: Artemio Franchi Árbitro: Gianluca Manganiello |  |

| 30 de janeiro de 2019 | Atalanta                       | 3 – 0     | Juventus | Bérgamo                                                   |  |
| 20:45 CET             | Castagne 37' · Zapata 39', 86' | Relatório |          | Estádio: Atleti Azzurri d'Italia Público: Fabrizio Pasqua |  |

| 31 de janeiro de 2019                      | Internazionale       | 1 – 1 (pro.) (3 – 4 pen.)            | Lazio         | Milão                                            |  |
| 21:00 CET                                  | Icardi 120+5' (pen.) | Relatório                            | 108' Immobile | Estádio: Giuseppe Meazza Árbitro: Rosario Abisso |  |
|                                            |                      | Penalidades                          |               |                                                  |  |
| Brozović Martínez Icardi Cédric Nainggolan |                      | Immobile Durmisi Parolo Acerbi Leiva |               |                                                  |  |

### Semifinal
As semifinais serão disputadas em jogos de ida e volta. As partidas da ida foram jogadas nos dias 26 e 27 de fevereiro de 2019, e as da volta ocorrerão em 24 e 25 de abril de 2019. Todos os jogos de ida estão no Horário da Europa Central (em inglês: Central European Time, CET) equivalente ao horário do Tempo Universal Coordenado mais uma hora (UTC+1) e os de volta no Horário de Verão da Europa Central (em inglês: Central European Summer Time, CEST) equivalente ao horário do Tempo Universal Coordenado mais duas hora (UTC+2).
| Equipe 1   | Total | Equipe 2 | 1.º jogo | 2.º jogo |
| ---------- | ----- | -------- | -------- | -------- |
| Lazio      | 1 – 0 | Milan    | 0 – 0    | 1 – 0    |
| Fiorentina | 4 – 5 | Atalanta | 3 – 3    | 1 – 2    |

#### Jogos de ida
| 26 de fevereiro de 2019 | Lazio | 0 – 0     | Milan | Roma                                              |  |
| 21:00 CET               |       | Relatório |       | Estádio: Olímpico de Roma Árbitro: Daniele Orsato |  |

| 27 de fevereiro de 2019 | Fiorentina                            | 3 – 3     | Atalanta                                        | Florença                                           |  |
| 21:00 CET               | Chiesa 33' · Benassi 36' · Muriel 79' | Relatório | 16' Alejandro Gomez · 18' Pasalic · 58' De Roon | Estádio: Artemio Franchi Árbitro: Piero Giacomelli |  |

#### Jogos de volta
| 24 de abril de 2019 | Milan | 0 – 1     | Lazio      | Milão                    |  |
| 20:45 CEST          |       | Relatório | 58' Correa | Estádio: Giuseppe Meazza |  |

| 25 de abril de 2019 | Atalanta                      | 2 – 1     | Fiorentina | Bérgamo                          |  |
| 20:45 CEST          | Iličić 14' (pen.) · Gómez 69' | Relatório | 3' Muriel  | Estádio: Atleti Azzurri d'Italia |  |

### Final
A grande decisão será disputada em jogo único em  15 de maio de 2019 no Estádio Olímpico em Roma.
| 15 de maio de 2019 | Atalanta | 0 – 2 | Lazio                             | Olímpico, Roma |
|                    |          |       | 82' Milinković-Savić · 90' Correa |                |

## Premiação
| Copa da Itália de 2018–19 |
| ------------------------- |
| Lazio Campeão (7º título) |

## Estatísticas

### Artilheiros
Atualizado em 2 de abril de 2019.
| Pos. | Jogador          | Equipe                | Gols |
| ---- | ---------------- | --------------------- | ---- |
| 1    | Krzysztof Piątek | Genoa (6) / Milan (2) | 8    |
| 2    | Federico Chiesa  | Fiorentina            | 6    |
| 3    | Ciro Immobile    | Lazio                 | 3    |
| 3    | Mattia Rossetti  | Catania               | 3    |
| 3    | Duván Zapata     | Atalanta              | 3    |